# ماجوك دينغ
ماجوك دينغ (بالإنجليزية: Majok Deng) مواليد 1 مارس 1993 في بور، هو لاعب كرة سلة محترف أسترالي بدأ مسيرته الاحترافية في سنة 2011 يلعب مع فريق أديليد ثيرتي سيكسترز في الدوري الأسترالي لكرة السلة ويحمل الرقم 13. يبلغ طوله 6 قدم 10 بوصة (2.1 م).

## روابط خارجية
- ماجوك دينغ على موقع كرة السلة الأوروبية.كوم (الإنجليزية)
- ماجوك دينغ على موقع كلية كرة السلة في سبورتس رفرنس.كوم (الإنجليزية)
- ماجوك دينغ على موقع ريلجم (الإنجليزية)
- ماجوك دينغ على موقع بروبوليرز (الإنجليزية)
- ماجوك دينغ على موقع سبورتس رفرنس (الإنجليزية)
- ماجوك دينغ على موقع اللجنة الأولمبية الدولية (الإنجليزية)